# 길비 시귀르드손
길비 소르 시귀르드손(아이슬란드어: Gylfi Þór Sigurðsson, 1989년 9월 8일 ~ )은 아이슬란드의 축구 선수로, 현재 륑뷔에서 공격형 미드필더로 뛰고 있다.

## 클럽 경력

### 레딩 FC
2008년 시즌 시작 전, 그는 34번의 셔츠를 받았다. 그리고 그의 첫 데뷔전은 후반 14분 교체출전 한 루튼 타운과의 칼링컵 경기였다. 교체 출전한 스토크 시티와의 경기에서 팀은 연장 접전을 마치고 승부차기에 돌입했는데, 길비는 페널티킥을 침착하게 성공시켰으나 같은 팀 동료인 헨리의 실축으로 레딩은 스토크에서 승부차기에서 패했다. 1군 경험을 한 길비는 슈우즈베리 타운으로 1달간 임대 이적했다. 그리고 본머스와의 리그 경기에서 데뷔골을 넣었다. 슈우즈베리 타운에서 6경기 1골로 임대생활을 마친 그는 FA컵 카디프 시티와의 경기에 복귀했다. 2009년 2월, 크루 알렉산드라로 긴급 임대이적 했다. 그리고 임대 이적후 이틀 뒤, 브라이튼 원정에서 후반 44분 득점을 기록하며 팀의 4대0 대승을 이끌었다. 이후에도 좋은 활약을 보여주면서 크루 알렉산드라는 길비와 시즌종료 때까지 임대계약을 연장했다. 이후에도 MK돈스,챌튼햄 타운과의 경기에서 득점을 기록하며 좋은 활약을 보여주는 등 길비는 어려운 팀을 위해 고군분투했으나 팀의 4부리그 강등을 막진 못했다. 임대기간 동안 15경기 3골을 기록했다.
첫 시즌 임대생활을 통해 가능성을 보여준 그는 다음 시즌인 2009-10 시즌에 신임을 얻었다. 2009년 8월 11일 칼링컵 1라운드 버튼 알비온 전에서 35야드 중거리 슈팅으로 레딩에서의 첫 득점을 기록했다. 2009년 9월 19일, 3대2로 패한 피터보로우 유나이티드와의 리그 경기에서 골을 기록하며 두 시즌만에 레딩에서의 리그 첫 골을 기록하기도 했다. 팀은 FA컵에서 리버풀 FC, 번리, 웨스트 브로미치 알비온 등 프리미어리그 팀을 차례대로 격파하며 돌풍을 일으켰는데, 그 중심엔 길비 시구르손이 있었다. 2010년 1월 13일, FA컵 3라운드 리버풀전에서 그는 좋은 활약을 보여주며 리버풀이라는 강팀을 상대로 무승부를 만드는데 큰 역할을 했다. 그리고 무승부로 인해 다시 치러진 재경기에서 그는 패색이 짙던 후반 49분, 상대 수비수의 반칙으로 얻어낸 페널티킥을 침착하게 성공시키며 극적으로 팀을 연장전으로 이끌었으며, 결국 제대로 분위기를 탄 레딩은 연장 전반 10분에 터진 셰인 롱의 역전 골로 짜릿한 역전승을 거두며 다음 라운드로 진출했다. 상대가 리버풀인 것을 생각한다면 최고의 이변이었던 셈이다. 다음 라운드(32강) 번리와의 경기에서도 그는 후반 42분, 결승골을 성공시키며 팀의 1대0 승리를 이끌었고, 그 다음 FA컵 16강전 웨스트 브로미치 알비온 경기에서도 팽팽한 연장전 승부 끝에 결승골을 득점, 2경기 연속 결승골을 득점하며 팀을 8강으로 이끄는 데 1등 공신 역할을 했다. 비록 팀은 8강에서 아스톤 빌라에게 일격을 당하며 돌풍은 끝이 났지만, 대회 기간 동안 그의 뛰어난 퍼포먼스를 볼 수 있었다. 컵 대회에서 멋진 활약을 보여준 길비는 리그에서도 마찬가지였다. 2010년 3월, 6경기에서 5골을 성공시키는 멋진 활약으로 3월 이 달의 선수상을 수상하며 그는 컵 대회 뿐만 아니라 리그에서도 뛰어난 활약을 보여주며 일취월장 한 모습을 보여주었다. 그렇게 길비는 데뷔 이후 1년만에 명실상부 에이스로서 팀에 없어서는 안 될 선수로 자리 잡았다. 당연히 레딩 올해의 선수는 길비의 몫이 되었다. 그는 2009-10 시즌, 41경기 22골로 시즌을 마쳤고 정말 최고의 활약을 보여주었다. 이런 길비의 퍼포먼스와 아직 약관에 불과했던 그의 나이로 인해 많은 프리미어리그 구단들이 그의 장래성을 주목했으며, 많은 관심을 보였으나 그는 5월, 그를 믿어주고 기용해준 팀과 3년 재계약을 하면서 잔류를 선택했다.
2010-11 시즌이 시작되었고 한 시즌만에 팀의 주축으로 자리 잡은 그는 스컨스로프와의 개막전 경기에서 25야드 중거리 슛으로 득점을 기록했으나 팀은 패배했다.
8월 28일 레스터 시티와의 경기에서 전반 22분, 짧은 거리에서 칩샷을 성공 시키며 리그 2호골을 성공시켰다. 저녁에 벌어진 레스터 시티와의 경기 후, 아이슬란드 언론들은 길비가 독일 분데스리가 클럽 1899 호펜하임과 접촉을 했다는 사실을 일제히 보도했다. 그리고 다시 한번 언론들은 길비가 월요일 중으로 메디컬 테스트를 받으러 독일로 향한다는 소식을 보도했으며, 길비는 8월 30일 1899 호펜하임으로 이적하는 데 성공했다. 그의 이적료는 알려지지 않았으나 종전에 세운 케빈 도일의 이적료(650만 파운드)를 갈아치우며 클럽 역사상 최고 이적료를 기록했다고 한다.

### 1899 호펜하임
그는 2010년 9월 10일 1899년 호펜하임으로 데뷔하여 13분 만에 샤케와의 경기에서 2대 0으로 승리했다. 일주일 후, 그는 77분의 교체 선수로 투입된 후 카이저슬라우테른과 2대 2 무승부로 호펜하임을 위한 첫 골을 넣었다. 그는 첫 터치, 20야드의 프리 킥으로 골을 넣어 경기를 승리로 이끌었다. 그가 그 클럽에 넣은 두번째 골은 25야드 프리킥으로 마인츠로부터 4대 2 승리로 이끌었다. 그는 호펜하임의 96호와의 홈 경기에서 하노버 96을 상대로 한 골에 두 골을 추가했다. 2011년 5월 25일, 그는 단지 13경기를 시작했음에도 불구하고 1899년 호펜하임의 시즌 팬들의 선수로 뽑혔다. 그는 10골 2도움으로 시즌을 마쳤다.
2011-12 시즌 초반에 그는 새 감독의 눈 밖에 나지 않아 7번의 경기 출전으로 팀을 떠났다.

### 스완지 시티
2012년 1월 1일, 그는 프리미어 리그 클럽인 스완지 시티에 남은 시즌 동안 임대로 입단할 것이라고 발표되었다. 그는 1월 15일에 스완지에서 뛰기 위해 프리미어 리그 데뷔를 했고 전반전에 와서 아스날을 3대 2로 이기고 결승 골을 넣었다. 2월 4일, 그는 WBA와의 경기에서 2대 1로 승리하며 클럽을 위한 첫 골을 넣었다. 그는 또한 대니 그레이엄을 위해 스완지의 또 다른 골을 넣어 네 경기 동안 세번의 어시스트를 기록했다. 3월 3일, 그는 위간 애슬레틱에서 열린 경기에서 2대 0으로 승리하며 두번째 골을 넣었고, 그의 두번째 골은 프리 킥이었다. 2주 후에, 그는 풀햄을 상대로 3대 0으로 이기면서 또 다른 버팀대를 넣었다. 그는 4월 1일, 그의 팀이 토트넘에게 3대 1로 패한 가운데 화이트 하트 레인에서 그의 다음 골을 넣었다.
그의 훌륭한 기량 덕분에, 그는 3월에 상을 받은 최초의 아이슬란드 선수로 프리미어 리그의 이달의 선수로 선정되었다. 그의 다음 골은 이번 시즌 자신의 팀을 42점에 올려 놓은 블랙번 로버스를 상대로 3대 0으로 승리 할 때의 골이었다.
5월 28일, 스완지는 선수의 영구 이송을 위해 호펜하임과 680만파운드의 이적료에 동의했으나, 브렌던 로저스의 리버풀 이적에 따라 계약은 깨지고 말았다. 스완지에 임대한 18개 프리미어 리그 경기에서 길피는 7골을 넣고 4도움을 추가했다.

### 토트넘 홋스퍼
2012년 7월 4일 잉글랜드의 토트넘 홋스퍼 FC로 880만파운드의 이적료를 받고 이적하였다.
그는 새로 임명된 앙드레 빌라 보아스 감독의 첫번째 계약이었다. 그는 7월 18일 스테베나주와의 친선 경기에서 후반 교체 골을 넣었다. 9월 26일, 그는 리그 컵 3차전에서 칼리슬 유나이티드와의 경기에서 클럽의 첫번째 경기용 골을 넣어 3-0으로 점수를 마쳤다.
브라이언 맥더모트는 레딩이 BBC스포츠가 2월 1일 약 1000만파운드에 넣을 것으로 생각한 마감일에 리그 2차전 골을 넣는 등 2013년 1월의 이적 기간 중 그의 이전 클럽에 길프피를 다시 데려오기 위해 3번 시도를 성공했다고 확인했다. 다음 경기에서 북런던 더비에서 아스날과의 경기에서 그는 가레스 베일을 어시스트했다.

## 국가대표 경력
시귀르드손은 2010년부터 2020년까지 10년간 아이슬란드에서 활약하였다.

## 2021년 체포
2021년 7월 26일, 31세의 한 프리미어리그 축구 선수가 "아동 성범죄 혐의"로 체포되어 조사가 계속되는 동안 보석으로 풀려났다고 그레이터맨체스터주 경찰은 밝혔다. 에버턴 측은 "경찰 조사를 기다리는 동안 1군 선수 자격을 정지시켰다"라고 말했지만, 시귀르드손이 그레이터맨체스터 경찰에 체포된 선수인지는 확인되지 않았었다. 하지만 이후 아이슬란드의 신문인 Morgunblaðið는 아동 성범죄 혐의로 체포된 선수가 시귀르드손이라고 보도하였다. 해당 사건이 일어나기 불과 한 달 전 시귀르드손과 계약한 덴마크 음료 State Energy는 그의 이미지가 있는 모든 광고를 제거하였다.
2022년 10월, 시귀르드손은 아직 기소되지 않았지만 여전히 여행 금지 상태에 있었고, 아이슬란드의 국회의원 니알 트라우스티 프리드베르트손은 해당 사건을 외무위원회와 논의하겠다고 밝혔다. 2023년 4월 14일, 그레이터맨체스터 경찰은 시귀르드손에게 증거 불충분으로 인한 불기소 처분을 내렸다. 시귀르드손의 변호사에 따르면 그가 이 조사와 관련하여 영국 당국을 고소하지 않을 것이라고 밝혔다.